# خسرو دانشجو
خسرو دانشجو (زاده ۱۳۴۳ دامغان) سیاستمدار اهل ایران است که عضو دوره‌های دوم و سوم شورای شهر تهران بوده‌است. وی در ۹ مرداد ۱۴۰۲ از سوی مهرداد بذرپاش به‌عنوان معاون شهرسازی و معماری وزارت راه و شهرسازی انتخاب شد و به این ترتیب مسئولیت دبیری شورای عالی شهرسازی و معماری کشور نیز به وی سپرده شد که مسئولیت وی تا ۱۴ شهریور ۱۴۰۳ ادامه داشت.
دانشجو در دوره دوم شوراهای شهر و روستا توانست به شورای شهر راه یابد و تلاش زیادی برای انتصاب احمدی‌نژاد به عنوان شهردار تهران انجام داد، وی علاوه بر عضویت در شورا، معاونت نظارت و بازرسی شورای دوم را نیز بعهده گرفت. او در دور سوم هم در انتخابات حضور یافت و جلوسش بر کرسی شورای شهر تهران را به مدت هفت سال دیگر تمدید کرد و این بار علاوه بر معاونت نظارت و بازرسی وظیفه سخنگویی را هم بر عهده داشت. وی در دوره‌ای سه ساله (۱۳۸۶ تا ۱۳۸۹) رئیس هیئت مدیره باشگاه استقلال هم بوده‌است.
خسرو دانشجو سرپرست دانشگاه آزاد اسلامی واحد علوم و تحقیقات تهران بود. او در پی انتصاب برادرش به ریاست دانشگاه آزاد، به این سمت دست یافت و در ۳۰ شهریور ۱۳۹۲ و به دنبال برکناری برادرش فرهاد دانشجو، از ریاست دانشگاه آزاد اسلامی از این سمت استعفا کرد. وی تاکنون رئیس دانشگاه آزاد واحد تهران سما و واحد تهران غرب، عضو هیئت علمی رسمی دانشگاه تربیت مدرس، مدرس دانشکده هنرهای زیبا دانشگاه تهران، عضو سازمان نظام مهندسی و کارشناس رسمی دادگستری بوده‌است.